# Playrix
Playrix — международный разработчик со штаб-квартирой в Ирландии мобильных free-to-play игр. Компанию основали в 2004 году братья Игорь и Дмитрий Бухманы в Вологде. С 2013 года штаб-квартира Playrix находится в Дублине.
Playrix была оценена в 8 миллиардов долларов в 2021 году. На 2023 год Playrix занимала третье место среди крупнейших разработчиков мобильных игр в мире по выручке.

## История

### Основание компании Playrix
Свою первую игру Игорь и Дмитрий Бухманы написали в 2001 году, на компьютере с процессором Pentium 100. Первая игра Discovera, выпущенная в том же году, была похожа на Xonix. Братья выставили на неё цену в 15$, загрузили в 200 каталогов приложений и выручили в первый месяц 60$. Через полгода Бухманы выпустили вторую игру, довели месячную выручку до 200$ и смогли приобрести второй компьютер. Ещё через полгода выпустили новую игру, а затем занялись скринсейверами, которые им продавали знакомые программисты.
К 2004 году Игорь и Дмитрий Бухманы выпустили три игры и 30 скринсейверов, которые приносили вместе около 10 тысяч долларов в месяц. Братья основали компанию Playrix, сняли офис в Вологде и на первом этапе наняли около 10 сотрудников. К концу 2007 года компания выпустила около 15 казуальных игр, свою первую игру для PC, специализированную для крупных игровых порталов, и достигла 300 тысяч долларов ежемесячной выручки.

### Развитие компании с помощью мобильных игр
В 2009 году Playrix заинтересовалась разработкой free-to-play игр для смартфонов, но продолжала создавать игры для PC. В 2012 году компания запустила первую игру для соцсети Facebook — Township. Игра вошла в топ-50 самых кассовых игр на Facebook с 350 000 ежедневных активных пользователей, а в 2013 Township стала первой игрой, вышедшей на платформе iOS и после на Android. За последующие 7 лет игру скачали около 250 млн раз.
В апреле 2013 года Playrix открыла компанию в Дублине и перенесла туда штаб-квартиру. С 2015 года стала практиковать удалённую работу, и уже в 2016 году число удалённых сотрудников превысило число сотрудников в центральном офисе.
В конце апреля 2015 года компания анонсировала второй мобильный free-to-play проект — Fishdom: Deep Dive. В дальнейшем Playrix выпустила игры Gardenscapes (2016) и Homescapes (2017) — первая к концу 2019 года принесла компании $1,5 млрд долларов выручки. За ними последовали игры Wildscapes (2019), Manor Matters (2020) и Farmscapes (2021).
В сентябре 2016 компания, по данным App Annie, стала наиболее доходной в регионе СНГ и Прибалтики, а также вторым по размеру выручки европейским издателем игр, и вошла в топ-20 крупнейших мобильных разработчиков игр в мире. В августе 2017 года Playrix заняла первое место среди европейских издателей мобильных игр по объёму доходов от Google Play и App Store.

### Приобретения и новые разработки
В начале 2018 года братья Бухманы раздумывали о продаже компании, но после решили сконцентрироваться на инвестициях в другие игровые компании. Летом 2018 Playrix вложилась в одного из крупнейших европейских разработчиков Nexters. По итогам 2018 года Playrix вошла в топ-10 самых зарабатывающих разработчиков мобильных игр мира. На Россию приходилось 2,8 % оборота компании, США — около 40 %.
За 2019 год Playrix выручила около $1,7 млрд. Около $100 млн было потрачено на покупку долей в европейских игровых студиях. В августе 2019 года компания инвестировала в белорусскую компанию Vizor Games. В октябре того же года Playrix купила украинскую студию Zagrava Games и интегрировала российского разработчика Alawar Games, а в декабре приобрела сербскую компанию Eipix Entertainment.
В мае 2020 Playrix купила армянскую студию Plexonic, в июне того же года — хорватскую студию Cateia Games. В результате поглощений компания сильно выросла: в 2020 году в ней работало более 2500 человек в 25 офисах по всему миру. В сентябре 2020 агентство Bloomberg со ссылкой на анализ App Annie сообщило, что Playrix в моменте стала второй компанией по выручке среди мобильных разработчиков после Tencent.
В феврале 2021 аналитическая компания App Annie поставила Playrix на третье место в мировом рейтинге разработчиков мобильных игр по объёмам годовой выручки, позади Tencent и NetEase. По данным рейтинга, Playrix поднялась с седьмого места и сместила с третьего места создателя шутера Call of Duty — американскую Activision Blizzard. В марте 2021 компания купила украинскую игровую студию Boolat Games.
В 2022 году компания объявила о намерении уйти с российского и белорусского рынков и впоследствии закрыла свои российские офисы. Сотрудники из затронутых стран были переведены в другие регионы.

## Структура компании
Playrix основана в Дублине, Ирландия, и принадлежит Игорю и Дмитрию Бухманам. В 2023 финансовом году Playrix сгенерировала выручку около 1,83 миллиарда долларов. Крупнейшими рынками сбыта являются США, Китай и Япония.
В компании Playrix работает более 3000 сотрудников по всему миру, а ее офисы расположены в Ирландии, Сербии, Кипре, Армении, Казахстане и Украине.

## Экономические показатели
В 2020 году, по данным App Annie, только игры Gardenscapes и Fishdom скачали 190 млн и 130 млн раз соответственно. В результате доходы Playrix от загрузок игр и покупок внутри них выросли до $1,75 млрд за восемь месяцев 2020 года. Доходы от рекламы в приложениях в 2019 году составляли лишь 3 % от выручки. Ежемесячное число игроков увеличилось до 180 млн человек.
В 2020 Playrix сообщала, что во время пандемии COVID-19 число скачиваний игр и выручка значительно выросли. В ответ на пандемию компания в апреле 2020 выплатила всему штату (2100 человек) дополнительно по $650.
В апреле 2019 года Дмитрий и Игорь Бухманы были включены в список долларовых миллиардеров Bloomberg. Состояние каждого из основателей оценили в $1,4 млрд По оценке Bloomberg Billionaires Index, на сентябрь 2020 доля каждого из братьев стоила $3,9 млрд. К 2024 году, по данным The Sunday Times, их общее состояние составило $16,66 миллиарда.

## Игры
| Год  | Название           | Microsoft Store | macOS | Android | iOS | Facebook Platform | Nintendo DS | Amazon | Galaxy Store | AppGallery |
| 2008 | Fishdom            | Да              | Нет   | Да      | Да  | Да                | Да          | Да     | Да           | Да         |
| 2012 | Township           | Да              | Да    | Да      | Да  | Да                | Нет         | Да     | Да           | Да         |
| 2016 | Gardenscapes       | Да              | Да    | Да      | Да  | Да                | Нет         | Да     | Да           | Да         |
| 2017 | Homescapes         | Да              | Да    | Да      | Да  | Да                | Да          | Нет    | Да           | Да         |
| 2019 | Wildscapes         | Нет             | Да    | Да      | Да  | Нет               | Нет         | Да     | Нет          | Нет        |
| 2020 | Manor Matters      | Да              | Да    | Да      | Да  | Нет               | Нет         | Да     | Нет          | Да         |
| 2021 | Farmscapes         | Нет             | Да    | Да      | Да  | Нет               | Нет         | Да     | Нет          | Да         |
| 2023 | Mystery Matters    | Нет             | Нет   | Да      | Да  | Нет               | Нет         | Нет    | Нет          | Нет        |
| 2024 | Fishdom: Solitaire | Нет             | Нет   | Да      | Да  | Нет               | Да          | Нет    | Нет          | Нет        |

### Бывшие игры
- 4 Elements
- 4 Elements II
- Around the World in 80 Days
- Atlantis Quest
- Rise of Atlantis[52]
- Call of Atlantis
- The Path of Hercules
- Call of the Ages
- Royal Envoy
- Royal Envoy 2[53]
- Royal Envoy 3
- Royal Envoy: Campaign for the Crown
- Brickshooter Egypt
- Around the World in 80 Days
- Fishdom
- Fishdom H2O: Hidden Odyssey
- Fishdom 2
- Fishdom: Spooky Splash
- Fishdom: Harvest Splash
- Fishdom: Frosty Splash
- Fishdom 3
- Aquascapes
- Fishdom: The Depths of Time
- Pocket Fishdom
- Gardenscapes
- Gardenscapes: Mansion Makeover
- Gardenscapes 2
- Farmscapes
- Barn Yarn

## Награды
- В 2014 году Township вошла в список лучших игр года для Mac по версии Apple[54].
- По итогу 2016 года Fishdom вошла[55] в список Top Trending по версии Google Play.
- В 2016 году Gardenscapes вошла в список лучших приложений в категории Best games on iPad Russia на App Store[56] и в категории Most Irresistable на Google Play[55].
- В 2016 Gardenscapes объявлена игрой года по версии Facebook[57].
- В 2018 Gardenscapes стала победителем Mobile Game Awards в номинации Best Game Management & Live Ops[58].

## Критика
В рекламе многих игр студии, таких как «Fishdom», «Gardenscapes» и «Homescapes», использовался вводящий в заблуждение видеоряд, не отражающий реального игрового процесса продуктов. Так, рекламные объявления «Homescapes» представляют игровой процесс как ремонт дома путём выбора правильного инструмента, в то время как на самом деле это игра в жанре «три в ряд». В сентябре 2020 года Управление по стандартам рекламы Соединенного Королевства постановило, что две рекламы «Homescapes» и «Gardenscapes» вводят в заблуждение и «больше не должны появляться в той форме, на которую подана жалоба».